# Dusona planata
Dusona planata là một loài tò vò trong họ Ichneumonidae.